# 마티 투르키아
마티 투르키아(핀란드어: Matti Turkia: 1871년 2월 26일 비푸리 교외-1946년 1월 10일 헬싱키)는 핀란드의 언론인, 정치인이다.
소작농 에사이아스 투르키아(Esaias Turkia)와 그 아내 헬레나 크리스티나 페콜라(Helena Kristina Pekkola)의 아들로 태어났다. 초등교육을 마친 뒤 콧카의 제재소에서 1883년부터 1898년까지 노동자로 일했다. 이후 1901년까지 핀란드 여러 곳을 떠돌며 제재, 목공 노동자 생활을 하다 1901년부터 1903년까지 헬싱키의 히에탈라흐티 목공공장에서 기계공으로 일했다. 동시기 사회주의 언론인으로도 활동하여 1900년대 초에 콧카에서 동핀란드 노동자 지, 1905년에는 탐페레에서 칸산 레흐티 지, 1905년-1906년에는 콧카에서 전진 지에서 기자로 일했다.
1900년 셀마 파르키넨(Selma Parkkinen)과 결혼했다.
1904년부터 핀란드 사회민주당 대변인을 지냈고, 1906년에서 1918년까지 서기장을 지냈다. 핀란드 내전 때는 적핀란드 편에 서서 핀란드 인민대표단 검찰총장이 되었다. 내전 막바지에 러시아로 도피하여 핀란드 노동자집행위원회 위원을 지냈다. 1922년 스웨덴으로 옮겨가 1927년까지 언론인으로 일했다. 1927년 핀란드로 귀국한 뒤 1년동안 정치범으로 수감되었다가 풀려났고, 1928년-1932년 동안 핀란드 사회민주당 당보 기자로 일했다.
1907년-1909년 및 1914년 사민당 소속으로 의회의원을 역임했다. 지역구는 비푸리 서부 선거구였다. 이후 1930년-1945년에는 우시마 선거구에서 의원을 지냈다. 1931년, 1937년, 1940년, 1943년에는 대통령 후보로 출마했다. 또한 헬싱키 시 평의회 평의원을 역임했다.
| 전임 유호 퀴외스티 카리 | 제2대 핀란드 사회민주당 서기 1905년 11월 22일-1918년 11월 5일 | 후임 배이뇌 후플리 |